# XLIV Puchar Gordona Bennetta (balonowy)
44 Puchar Gordona Bennetta – zawody balonów wolnych o Puchar Gordona Bennetta zorganizowane w Saint-Hubert w Belgii. Start nastąpił 9 września 2000 roku.

## Uczestnicy
Wyniki zawodów.
| Zajęte miejsce | Balon              | Załoga Pilot Pomocnik pilota            | Kraj              | Czas lotu [h] | Odległość [km]    | Miejsce lądowania        |
| -------------- | ------------------ | --------------------------------------- | ----------------- | ------------- | ----------------- | ------------------------ |
| 1.             | D-OOWE Columbus IV | Wilhelm Eimers Bernd Landsmann          | Niemcy            | 70:59         | 795,70            | Malmö (SWE)              |
| 2.             |                    | Richard Abruzzo Carol Rymer-Davis       | Stany Zjednoczone | 49:06         | 745,30            | Capoli (ITA)             |
| 3.             |                    | Rien Jurg Ron van Houten                | Holandia          | 46:51         | 623,00            | Matrei (AUT)             |
| 4.             |                    | Hans Akerstedt Jan Balkedal             | Szwecja           | 47:25         | 432,30            | Saint-Hilaire (FRA)      |
| 5.             |                    | John Kulger Ralph Sheese                | Stany Zjednoczone | 45:37         | 322,80            | Sussey (FRA)             |
| 6.             |                    | Kurt Frieden Manual Knobelspiess        | Szwajcaria        | 33:44         | 278,60            | Mille le Four (FRA)      |
| 7.             |                    | Johann Fürstner Gerald Stürzlinger      | Austria           | 41:35         | 276,90            | Cap Gris-Nez (FRA)       |
| 8.             |                    | James R. Herschend David Levin          | Stany Zjednoczone | 50:29         | 256,20            | Villelevin (FRA)         |
| 9.             |                    | Heinz Brachtendorf Karl-Heinz Hutmacher | Niemcy            | 36:32         | 256,00            | Chaumont (FRA)           |
| 10.            |                    | Ronny van Havere Phillipe de Cock       | Belgia            | 42:33         | 239,90            | Maulers (FRA)            |
| 11.            | SP-BZO Polonez     | Stefan Makné Franciszek Góralewicz      | Polska            | 23:37         | 171,20            | Donnelay (FRA)           |
| 12.            |                    | Max Krebs Walter Vollenweider           | Szwajcaria        | 23:52         | 159,70            | La Cense Carree (FRA)    |
| 13.            |                    | Xavier Waymel Bruno Degrelle            | Francja           | 08:20         | 148,90            | Chavonne (FRA)           |
| 14.            |                    | Christian Stoll Werner Najer            | Szwajcaria        | 33:57         | 132,10            | Lury Lovercy (FRA)       |
| 15.            |                    | Tom Donelly David Sutcliffe             | Wielka Brytania   | 23:18         | 122,90            | Mourmelon-le-Grand (FRA) |
| 16.            |                    | Francois-H Hennequet Bertrand Hennequet | Francja           | 05:09         | 32,70             | Luksemburg (LUX)         |
| 17.            |                    | Tomas Hora Volker Loeschhorn            | Niemcy            | 53:49         | zdyskwalifikowany | Morze Północne           |